# Micropechis ikaheca
Micropechis ikaheka là một loài rắn trong họ Rắn hổ. Loài này được Lesson mô tả khoa học đầu tiên năm 1830.